# Микс, Патчи
Патрик Патчи Микс (англ. Patrick Patchy Mix; род. 16 августа 1993 год, Нью-Йорк, США) — американский боец смешанных боевых искусств, который выступает в легчайшем весе, в настоящее время подписал контракт с Ultimate Fighting Championship. Микс впервые получил известность, выступая в легчайшем весе Bellator, где он стал последним чемпионом Bellator в легчайшем весе и победителем турнира Bellator World Grand Prix 2023 года в легчайшем весе.

## Биография
Микс родился в Анголе, штат Нью-Йорк, небольшой деревне примерно в 20 милях от Буффало. Микс родился недоношенный, с весом всего лишь 680г.
В детстве Микс был намного меньше других детей своего возраста. Семья Микса, состоящая из его матери и трех братьев и сестер, также не имела больших денег.
Как Микс описывал свое детство: «У нас не было многого, когда мы росли, у моей мамы были талоны на еду и все такое, я просто помню разные способы раздобыть денег. Я продавал свой школьный обед, чтобы получить доллар, я шел и избивал другого ребенка в организованной драке за 20 баксов. Я играл в футбол за 20 баксов. Затем я шел и покупал хлеб, яйца, молоко и все такое. Нам просто нужно было найти способ заработать денег». 
Микс начал заниматься борьбой в восьмом классе, присоединившись к команде по борьбе средней школы Lake Shore. Имея за плечами всего 2 года опыта борьбы, Микс стал квалификационным борцом штата в своей весовой категории в десятом классе и в процессе стал первым борцом из старшей школы Lake Shore, попавшим на государственный турнир за более чем 40 лет. Микс окончил среднюю школу Lake Shore в 2011 году, и его цитата в выпускном классе была: «Удача — это когда подготовка встречается с возможностью. Шесть минут на ковре — это все, что имеет значение»

## Карьера в смешанных единоборствах

### King of the Cage
Дебютировав в профессиональном боксе в мае 2016 года, Микс начал регулярно выступать в промоушене King of the Cage. Микс не потерпел ни одного поражения в промоушене, одержав победу со счетом 9-0, и стал чемпионом KOTC в легчайшем весе победив будущего бойца UFC Андре Юэлла удушением сзади.

### Bellator
После успеха в чемпионате King of the Cage, Микс подписал контракт с Bellator MMA. Он дебютировал в промоушене 14 июня 2019 года на Bellator 222, встретившись с проспектом Рики Бандехасом. Микс довольно быстро одержал победу, удушающим приемом сзади в первом же раунде.
Следующий бой Микса должен был состояться с Домиником Маззоттой 26 октября 2019 года на турнире Bellator 232. Однако Маззотта снялся с боя и был заменен Айзеей Чепменом. Микс снова продемонстрировал доминирование на партере, Микс победил рычагом колена в первом раунде. 
В следующем бою Микс сражался в Rizin Fighting Federation, представляя Bellator в карде, где бойцы RIZIN сражались с бойцами Bellator. Он встретился с Юки Мотойей на RIZIN 20 31 декабря 2019 года. Он победил сабмишеном в первом раунде. Впоследствии Микс подписал свой второй контракт на несколько боев с Bellator.
После трех побед подряд в первом раунде в рамках промоушена Bellator, Микс должен был встретится с Хуаном Арчулетой за вакантный титул чемпиона  Bellator MMA в легчайшем весе на Bellator 242. Однако Арчулета сдал положительный тест на COVID-19 , и бой был перенесен. Бой был перенесен и состоялся на Bellator 246 12 сентября 2020 года. Микс проиграл бой единогласным решением судей, таким образом впервые потерпев поражение как в любительской, так и в профессиональной карьере ММА.
Ожидалось, что Микс встретится с Джеймсом Галлахером на Bellator 258 7 мая 2021 года. Однако Галлахер снялся с боя. Бывший боец UFC Альберт Моралес вышел на замену. Микс выиграл бой удушающим приемом «ручной треугольник» в третьем раунде.
Бой против Джеймса Галлахера был перенесен на Bellator 270 5 ноября 2021 года. На взвешивании Микс не сделал вес, превысив на 770 грам больше лимита для не титульного боя. Бой продолжился в промежуточном весе, и Микс был оштрафован на процент от своего гонорара, который достался Галлахеру. Микс выиграл бой удушающим приемом «гильотина» в третьем раунде.

### Гран-при в легчайшем весеBellator
В первом раунде турнира Bellator World Grand Prix с призовым фондом в 1 миллион долларов Микс встретился с Кёдзи Хоригути 23 апреля 2022 года на турнире Bellator 279. Он выиграл бой единогласным решением судей.
В полуфинале Микс встретился с Магомедом Магомедовым 9 декабря 2022 года на турнире Bellator 289. Он одержал победу техническим удушающим приемом «гильотина» во втором раунде и вышел в финал турнира. 
В финале Микс встретился с Рауфеоном Стотсом за временный титул чемпиона  Bellator в легчайшем весе 22 апреля 2023 года на турнире Bellator 295. Он завоевал временный титул чемпиона и призовой фонд в 1 миллион долларов, отправив Стотса в нокаут в первом раунде.

### ЧемпионBellatorв легчайшем весе
Микс встретился с действующим чемпионом Bellator в легчайшем весе Серхио Петтисом в бою за объединение титулов 17 ноября 2023 года на турнире Bellator 301. Он выиграл бой и объединил титул, победив Петтиса во втором раунде удушающим приемом сзади.
В качестве своей первой защиты титула Микс провёл реванш с Магомедом Магомедовым 17 мая 2024 года на турнире Bellator 303. Он выиграл бой раздельным решением судей.
Микс должен был провести вторую защиту своего титула против Леандро Хиго 16 ноября 2024 года на Bellator Champions Series 6. Однако этот турнир был отменён по неуказанным причинам. 
13 мая 2025 года было объявлено, что Микс добровольно стал свободным агентом.

### Ultimate Fighting Championship
14 мая 2025 года было объявлено, что Микс подписал контракт с Ultimate Fighting Championship и заменит Марлона Веру, который снялся с боя по неизвестным причинам, и должен встретиться с Марио Баутистой 7 июня 2025 года на турнире UFC 316. Микс проиграл бой единогласным решением судей.

## Личная жизнь
У Микса есть дочь, родившаяся в 2018 году от предыдущих отношений. В настоящее время он женат на действующим бойце UFC Татьяне Суарес, которая занимает 2 строчку в рейтинге женского минимального веса. У Микса есть старший брат с ограниченными интеллектуальными возможностями, который помогает Миксу служить источником вдохновения.

## Титулы и достижения

### Bellator
- - Чемпион Bellator в легчайшем весе (один раз; бывший)
    - Одна успешная защита титула

  - Временный чемпион Bellator в легчайшем весе (один раз; бывший)
  - Турнир Гран-при Bellator в легчайшем весе (2023)
  - Наибольшее количество финишей в истории легчайшего веса Bellator (шесть)
  - Наибольшее количество побед сабмишенами в истории легчайшего веса Bellator (пять)

### King of the Cage
- - Чемпион King of the Cage в легчайшем весе (один раз; бывший)
    - Две успешные защиты титула

### MMAjunkie.com
- - Сабмишен месяца (ноябрь 2021г) против Джеймса Галлахера

## Статистика в смешанных единоборствах
| Боёв 22  | Побед 20 | Поражений 2 |
| -------- | -------- | ----------- |
| Нокаутом | 2        | 0           |
| Сдачей   | 13       | 0           |
| Решением | 5        | 2           |

| Результат | Рекорд | Соперник          | Способ                        | Турнир                      | Дата             | Раунд | Время | Место                             | Примечание                                                                             |
| --------- | ------ | ----------------- | ----------------------------- | --------------------------- | ---------------- | ----- | ----- | --------------------------------- | -------------------------------------------------------------------------------------- |
| Поражение | 20-2   | Марио Баутиста    | Единогласное решение          | UFC 316                     | 7 июня 2025      | 3     | 5:00  | Ньюарк, Нью-Джерси, США           | Дебют в UFC                                                                            |
| Победа    | 20–1   | Магомед Магомедов | Раздельное решение            | Bellator Champions Series 2 | 17 мая 2024      | 5     | 5:00  | Париж, Франция                    | Защитил (1) титул чемпиона Bellator в легчайшем весе                                   |
| Победа    | 19–1   | Серхио Петтис     | Сдача (удушение сзади)        | Bellator 301                | 17 ноября 2023   | 2     | 1:51  | Чикаго, Иллинойс, США             | Завоевал и объеденил титул чемпиона Bellator в легчайшем весе                          |
| Победа    | 18–1   | Рауфеон Стотс     | KO (колено)                   | Bellator 295                | 22 апреля 2023   | 1     | 1:20  | Гонолулу, Гавайи, США             | Завоевал временный титул чемпиона Bellator в легчайшем весе; выиграл Гран-при Bellator |
| Победа    | 17–1   | Магомед Магомедов | Техническая сдача (гильотина) | Bellator 289                | 9 декабря 2022   | 2     | 2:39  | Анкасвилл, Коннектикут, США       | Полуфинал Гран-при Bellator в легчайшем весе                                           |
| Победа    | 16–1   | Кёдзи Хоригути    | Единогласное решение          | Bellator 279                | 23 апреля 2022   | 5     | 5:00  | Гонолулу, Гавайи, США             | Четвертьфинал Гран-при Bellator в легчайшем весе                                       |
| Победа    | 15–1   | Джеймс Галлахер   | Сдача (гильотина)             | Bellator 270                | 5 ноября 2021    | 3     | 0:39  | Дублин, Ирландия                  | Бой в промежуточном весе (62 кг); Микс не сделал вес                                   |
| Победа    | 14–1   | Альберт Моралес   | Сдача (ручной треугольник)    | Bellator 258                | 7 мая 2021       | 3     | 2:40  | Анкасвилл, Коннектикут, США       |                                                                                        |
| Поражение | 13–1   | Хуан Арчулета     | Единогласное решение          | Bellator 246                | 12 сентября 2020 | 5     | 5:00  | Анкасвилл, Коннектикут, США       | Бой за вакантный титул чемпиона Bellator в легчайшем весе                              |
| Победа    | 13–0   | Юки Мотоя         | Сдача (гильотина)             | Rizin 20                    | 31 декабря 2019  | 1     | 1:37  | Сайтама, Япония                   | RIZIN против Bellator                                                                  |
| Победа    | 12–0   | Исайя Чепмен      | Сдача (рычаг колена)          | Bellator 232                | 26 октября 2019  | 1     | 3:49  | Анкасвилл, Коннектикут, США       | Бой в промежуточном весе (61,80 кг); Чепмен не сделал вес                              |
| Победа    | 11–0   | Исайя Чепмен      | Сдача (удушение сзади)        | Bellator 222                | 14 июня 2019     | 1     | 1:06  | Нью-Йорк, США                     |                                                                                        |
| Победа    | 10–0   | Таррелл Гэллоуэй  | TKO (удары локтями и руками)  | KOTC: Combat Zone           | 23 февраля 2019  | 1     | 1:45  | Ниагарский водопад, Нью-Йорк, США |                                                                                        |
| Победа    | 9–0    | Кит Ричардсон     | Сдача (залом колена)          | KOTC: In the Mix            | 10 ноября 2018   | 3     | 3:29  | Нью-Йорк, США                     | Защитил (2) титул чемпиона KOTC в наилегчайшем весе                                    |
| Победа    | 8–0    | Фард Мухаммад     | Сдача (удушение сзади)        | KOTC: Territorial Conflict  | 15 сентября 2018 | 3     | 3:48  | Ниагарский водопад, Нью-Йорк, США | Не титульный бой                                                                       |
| Победа    | 7–0    | Тони Грейвли      | Сдача (гильотина)             | KOTC: No Retreat            | 12 мая 2018      | 1     | 1:44  | Нью-Йорк, США                     | Защитил (1) титул чемпиона KOTC в наилегчайшем весе                                    |
| Победа    | 6–0    | Андре Юэлл        | Сдача (удушение сзади)        | KOTC: Ultimate Mix          | 18 ноября 2017   | 1     | 2:28  | Лас-Вегас, Невада, США            | Завоевал вакантный титул чемпиона KOTC в наилегчайшем весе                             |
| Победа    | 5–0    | Джесси Баззи      | Единогласное решение          | KOTC: Counterstrike         | 12 августа 2017  | 3     | 5:00  | Ниагарский водопад, Нью-Йорк, США |                                                                                        |
| Победа    | 4–0    | Николас Гонсалес  | Единогласное решение          | KOTC: Public Offense        | 6 мая 2017       | 3     | 5:00  | Нью-Йорк, США                     |                                                                                        |
| Победа    | 3–0    | Альберто Мартинес | Сдача (удушение сзади)        | KOTC: Raw Deal              | 25 февраля 2017  | 1     | 0:51  | Ниагарский водопад, Нью-Йорк, США |                                                                                        |
| Победа    | 2–0    | Ноэль Арчибаль    | Сдача (удушение сзади)        | KOTC: National Dispute      | 24 сентября 2016 | 1     | 2:55  | Ниагарский водопад, Нью-Йорк, США |                                                                                        |
| Победа    | 1–0    | Тобиас Тейлор     | Единогласное решение          | Prodigy MMA: Resurrection   | 28 мая 2016      | 3     | 5:00  | Эри, Пенсильвания, США            |                                                                                        |